# Автодорога М2 (Армения)
М2 (арм. Մ2) — автомобильная дорога в Армении, проходящая от ирано-армянской границы до Еревана через Араратскую, Вайоцдзорскую и Сюникскую области. Важнейший участок дорожной сети Армении.

## Описание
М2 классифицируется как межгосударственная автодорога — соединяющая дорожную сеть Армении с дорожной сетью другого государства и обеспечивающая передвижение по автодорогам в другую страну. Протяжённость дороги — 384,3 км. Проходит через следующие города: Масис, Арташат, Арени, Ехегнадзор, Горис, Каджаран, Агарак. Соединяет Ереван с городами Ерасх, Капан и Мегри, идёт до ирано-армянской границы. Участок дороги между Горисом и Капаном был построен ещё в советское время. Предусматривается полная реконструкция дороги М2 в рамках строительного проекта «Север-Юг», ориентировочная стоимость — 1 млрд. долларов США.

## Тигранашенская кривая
На границе Вайоцдзорской и Араратской областей дорога М2 поднимается в холм, проходя Араратскую равнину. С высоты 800 м дорога проходит через Паруйр-Севак (1170 м) и Зангакатун (1650 м). Эта часть дороги называется «Тигранашенская кривая» или «Кяркинская кривая» по имени деревни, называющейся армянами Тигранашен, а азербайджанцами — Кярки. Связующим звеном между двумя областями является Почукское ущелье, следующее за Тигранашенской кривой. В горной местности иногда эта дорога замерзает, а иногда зимой и вовсе становится непроходимой.

## Галерея

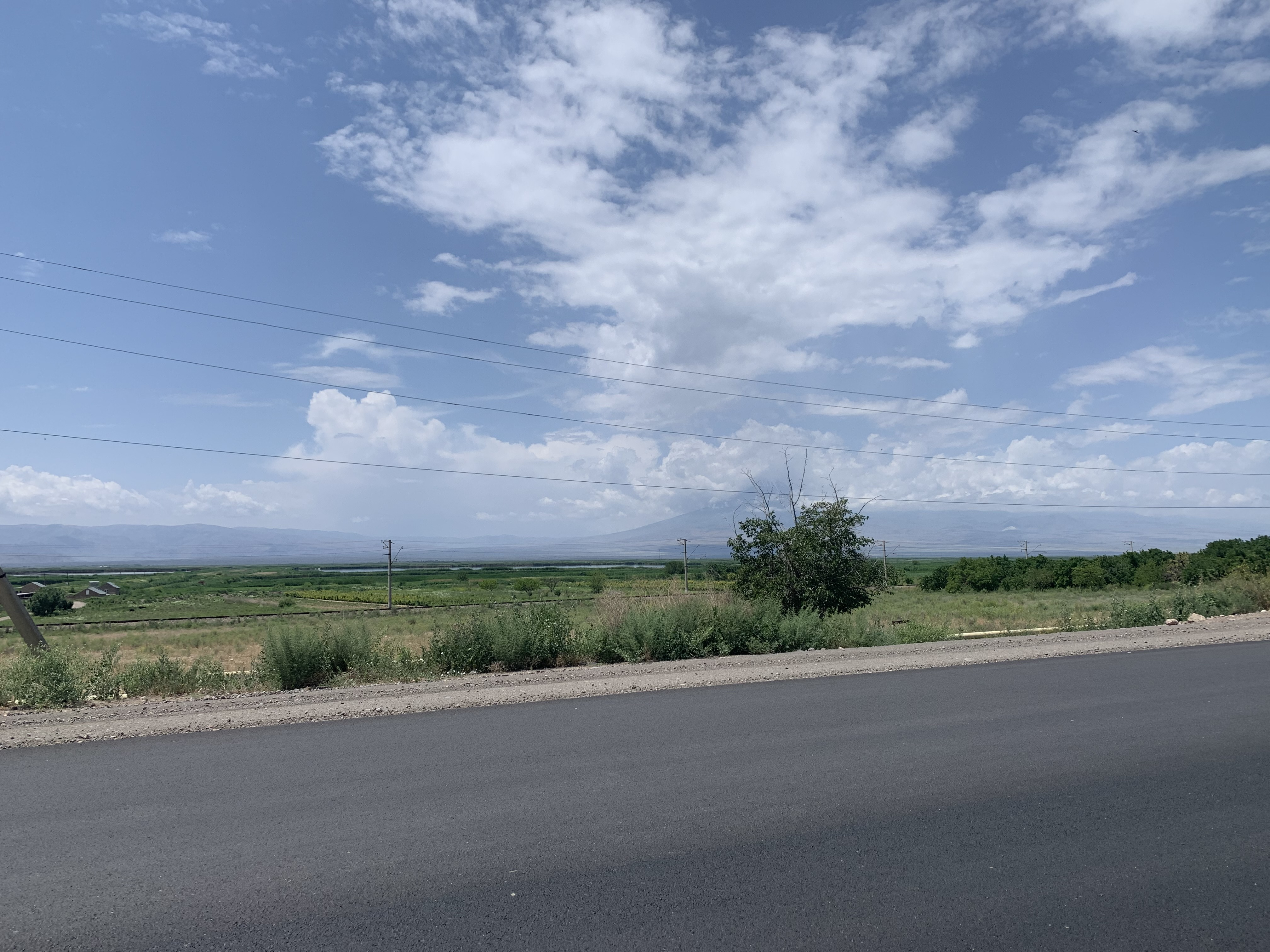
Участок в районе Ерасха
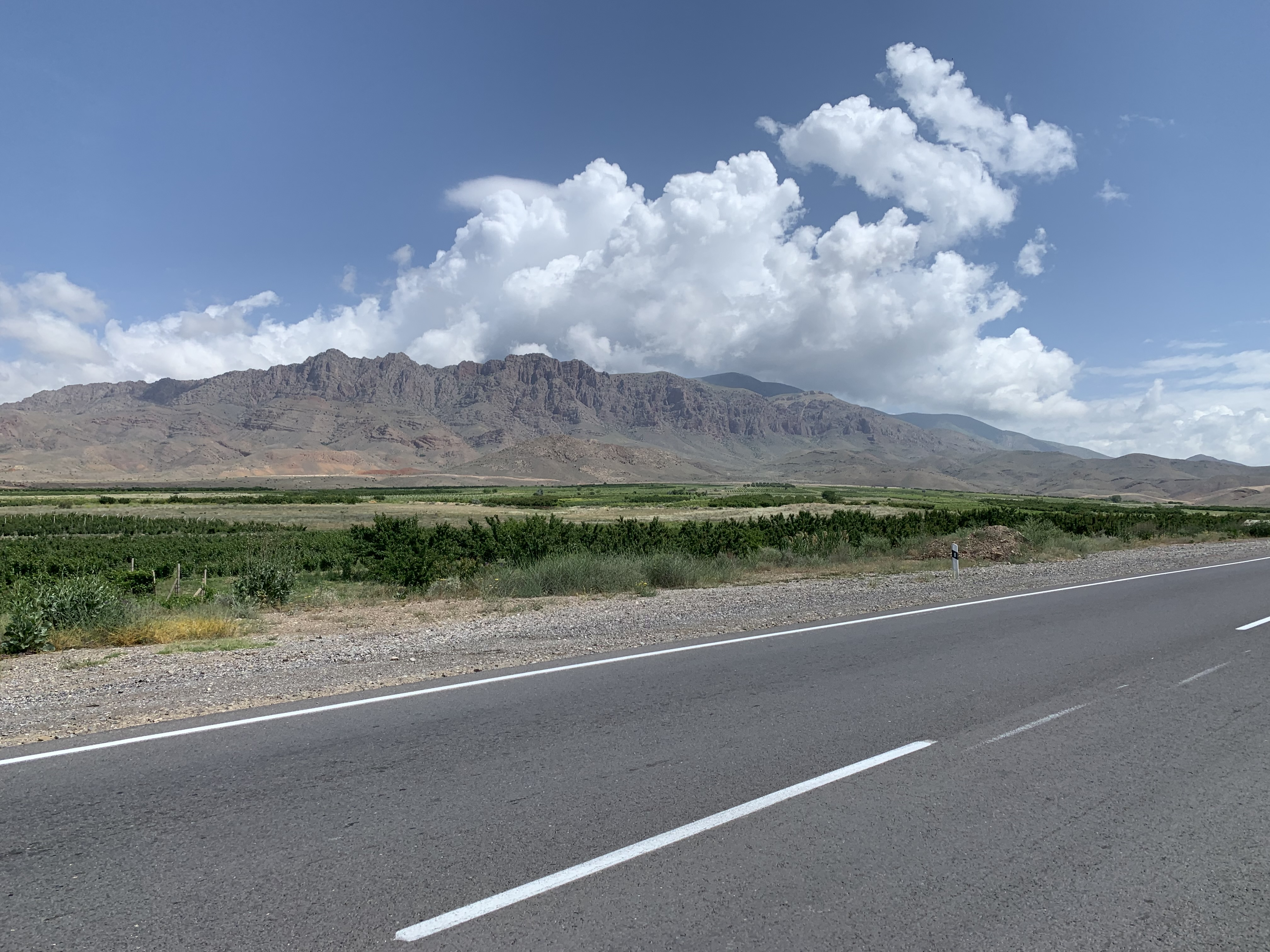
Участок Ерасх - Паруйр Севак
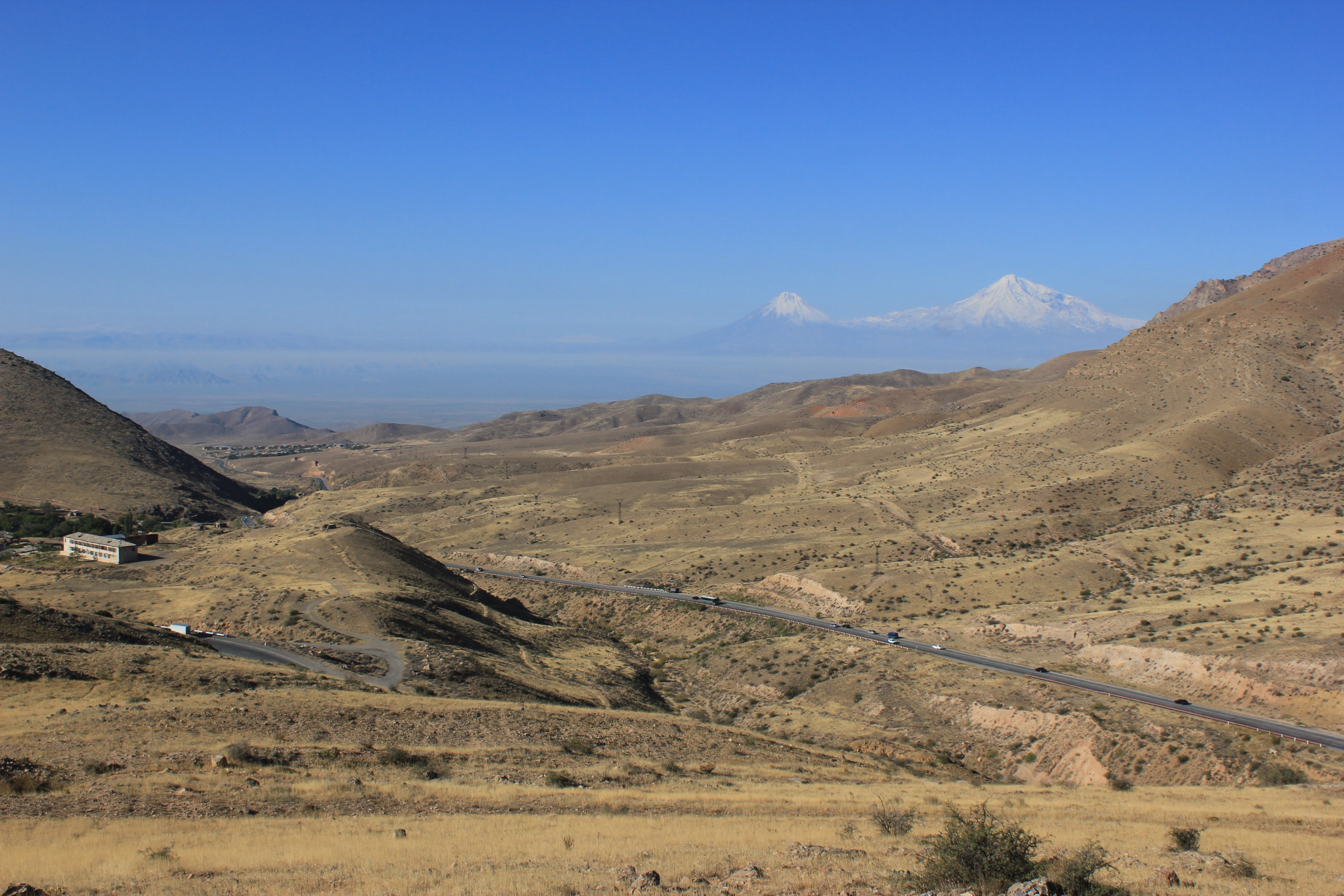
Вид на дорогу от села Тигранашен
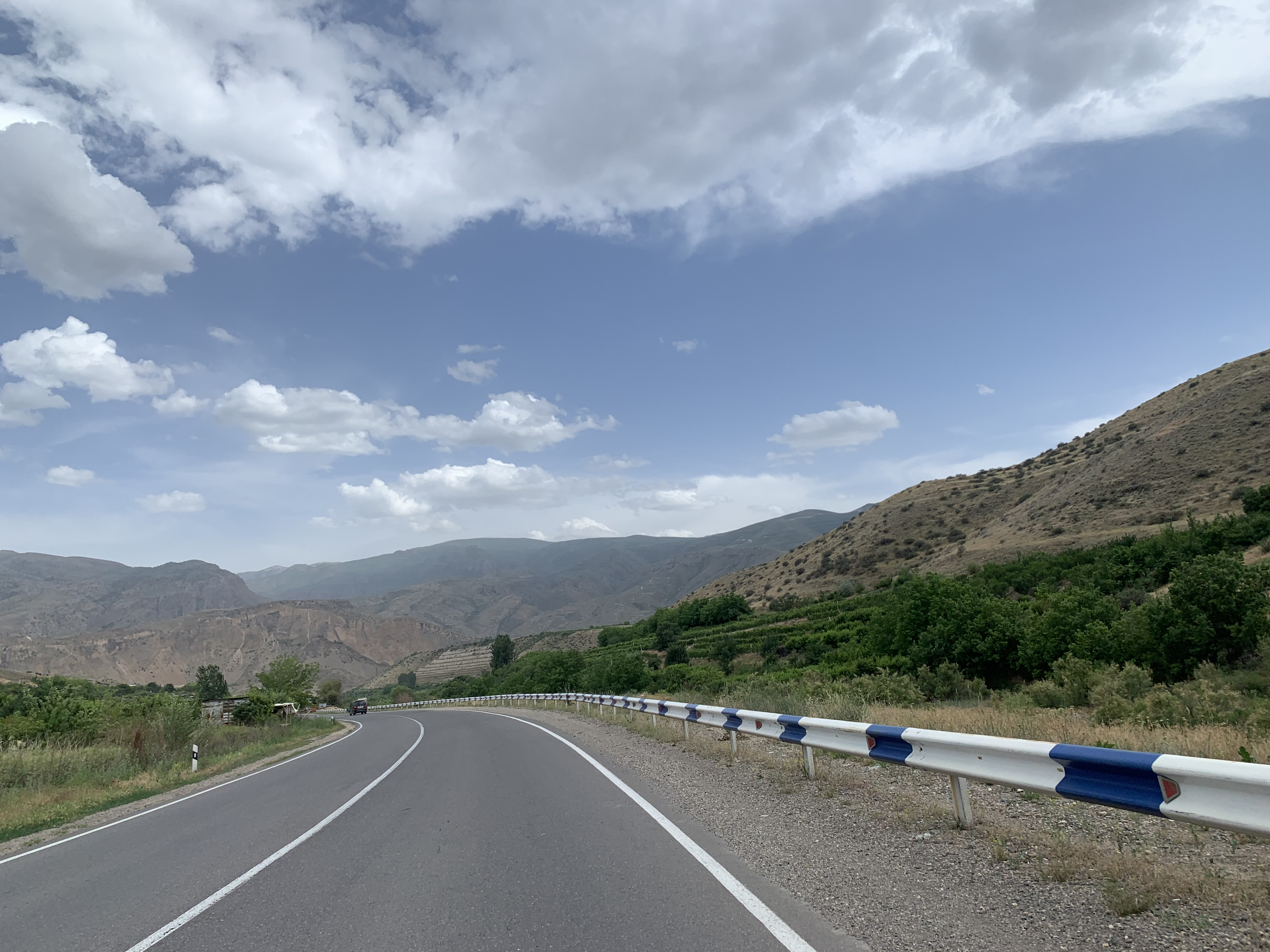
Участок Чива - Арени
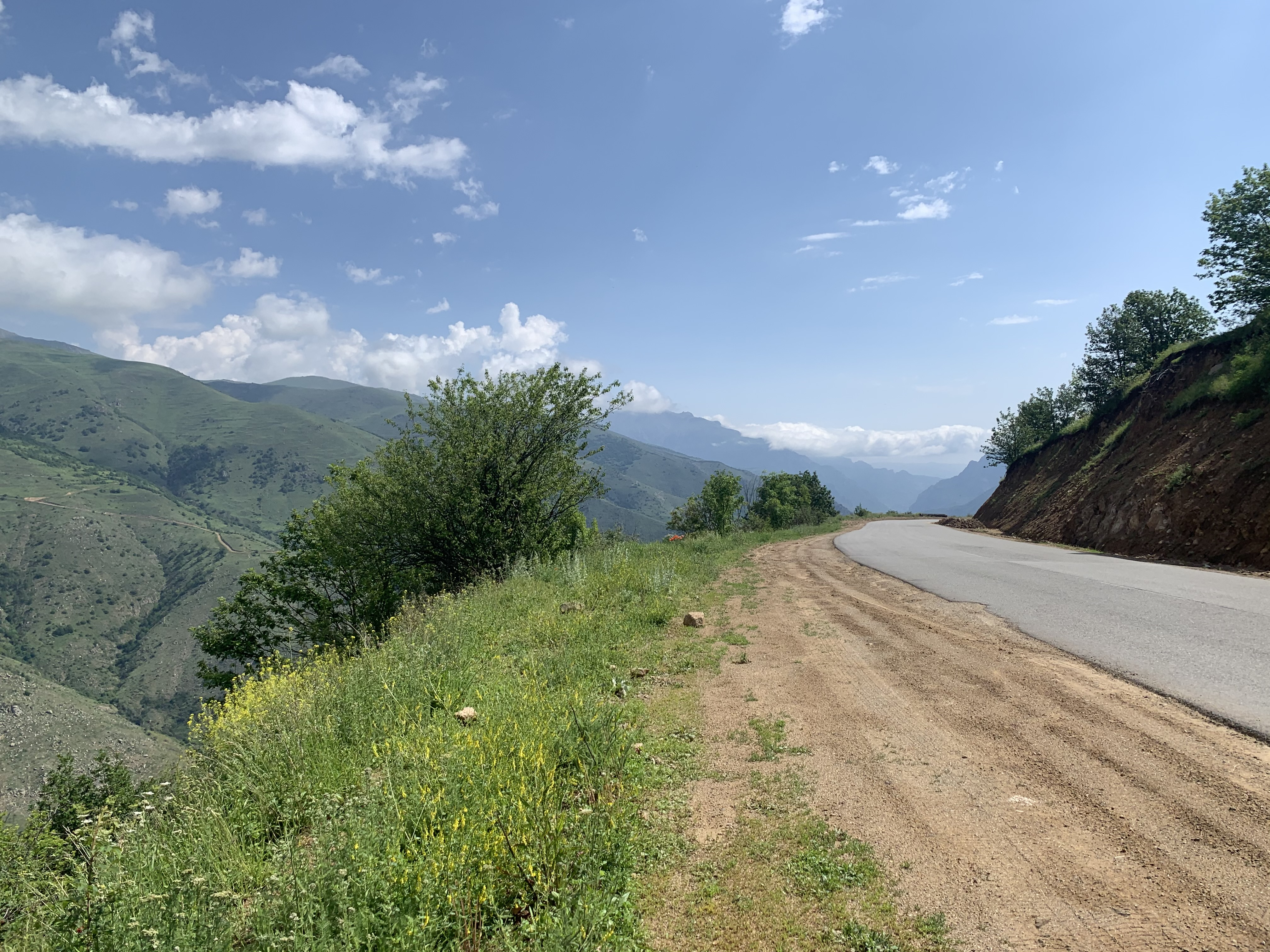
Участок между Каджараном и Личк
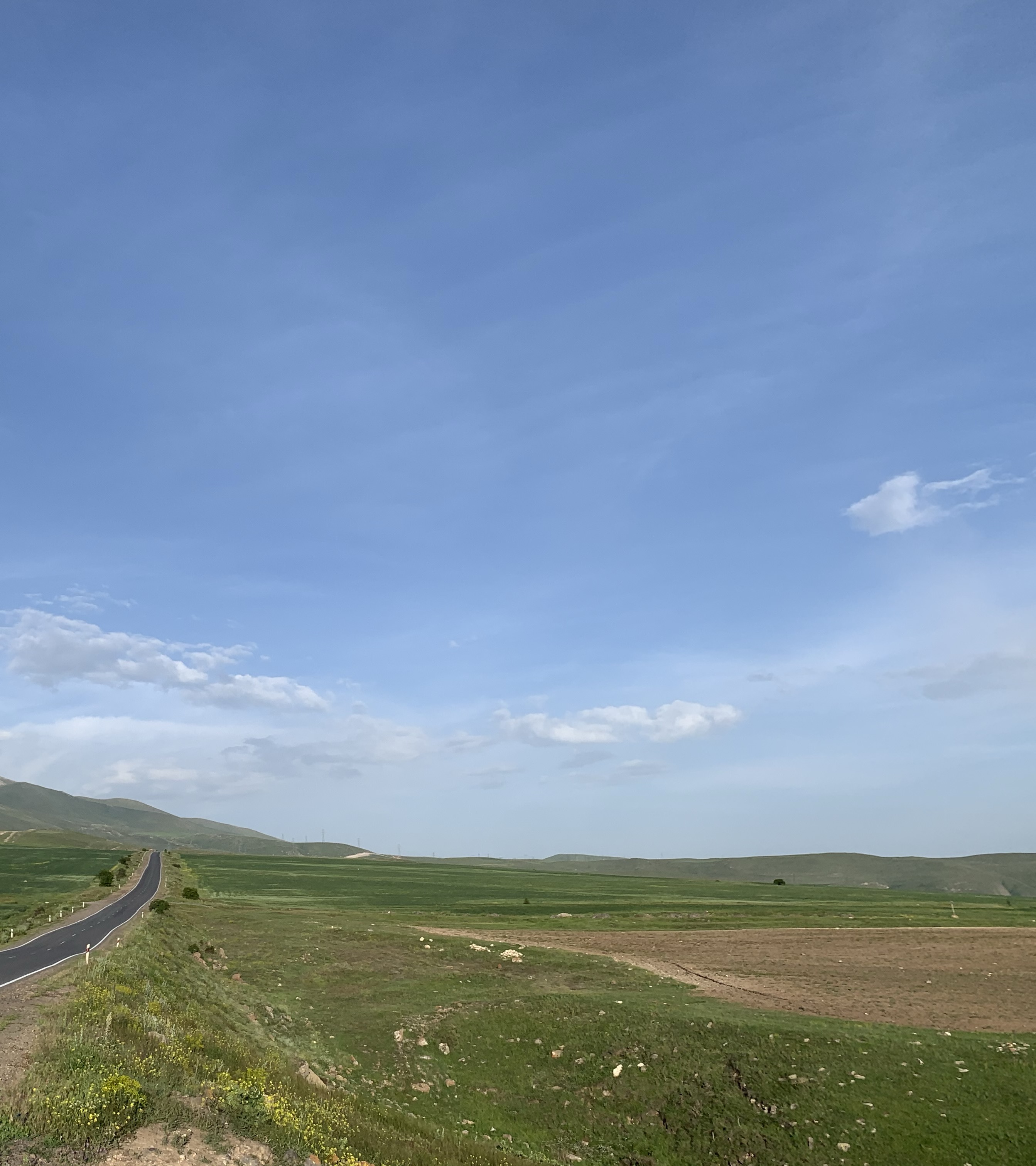
Участок между Сисианом и Горисом
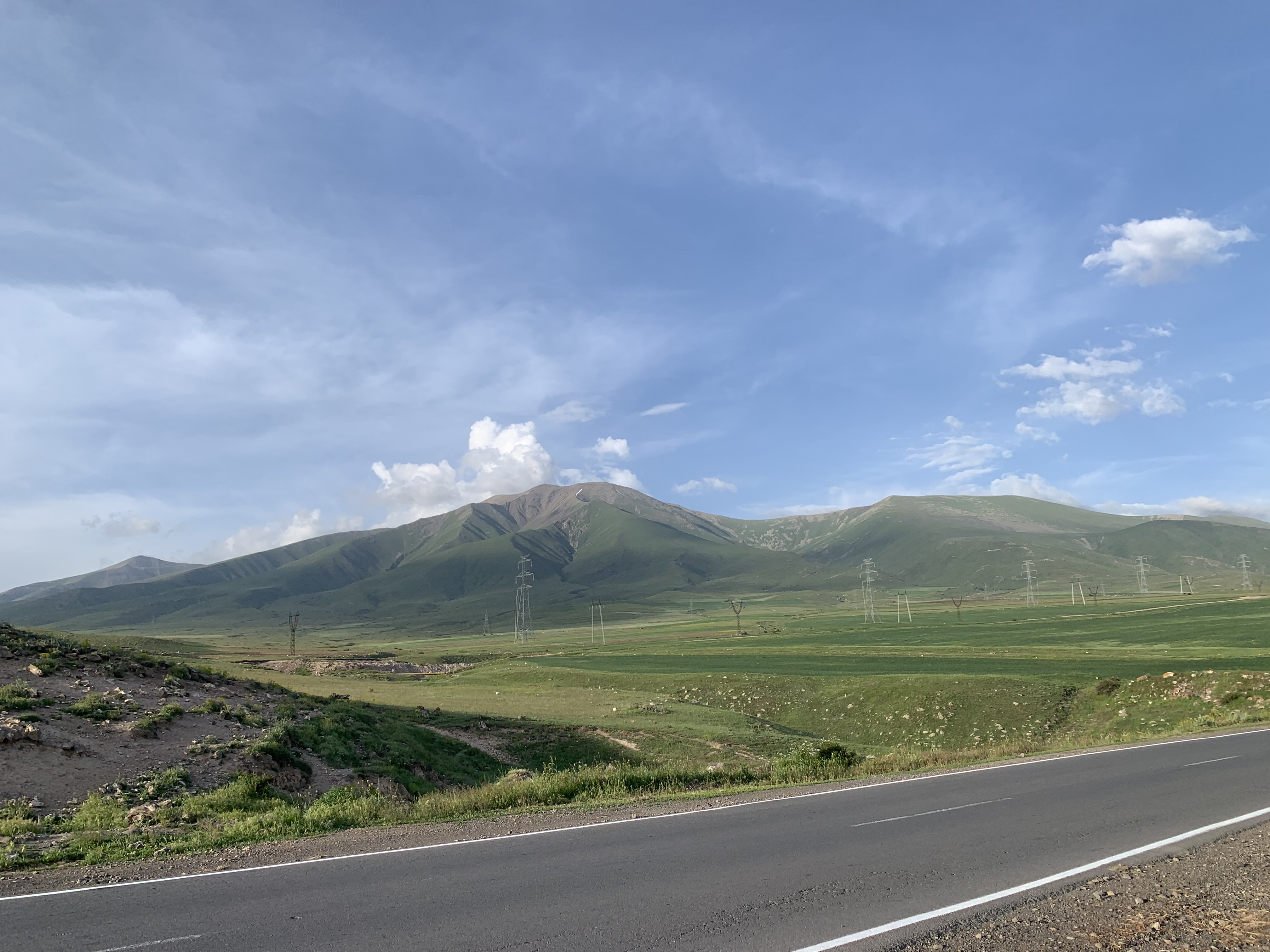
Участок между Сисианом и Горисом
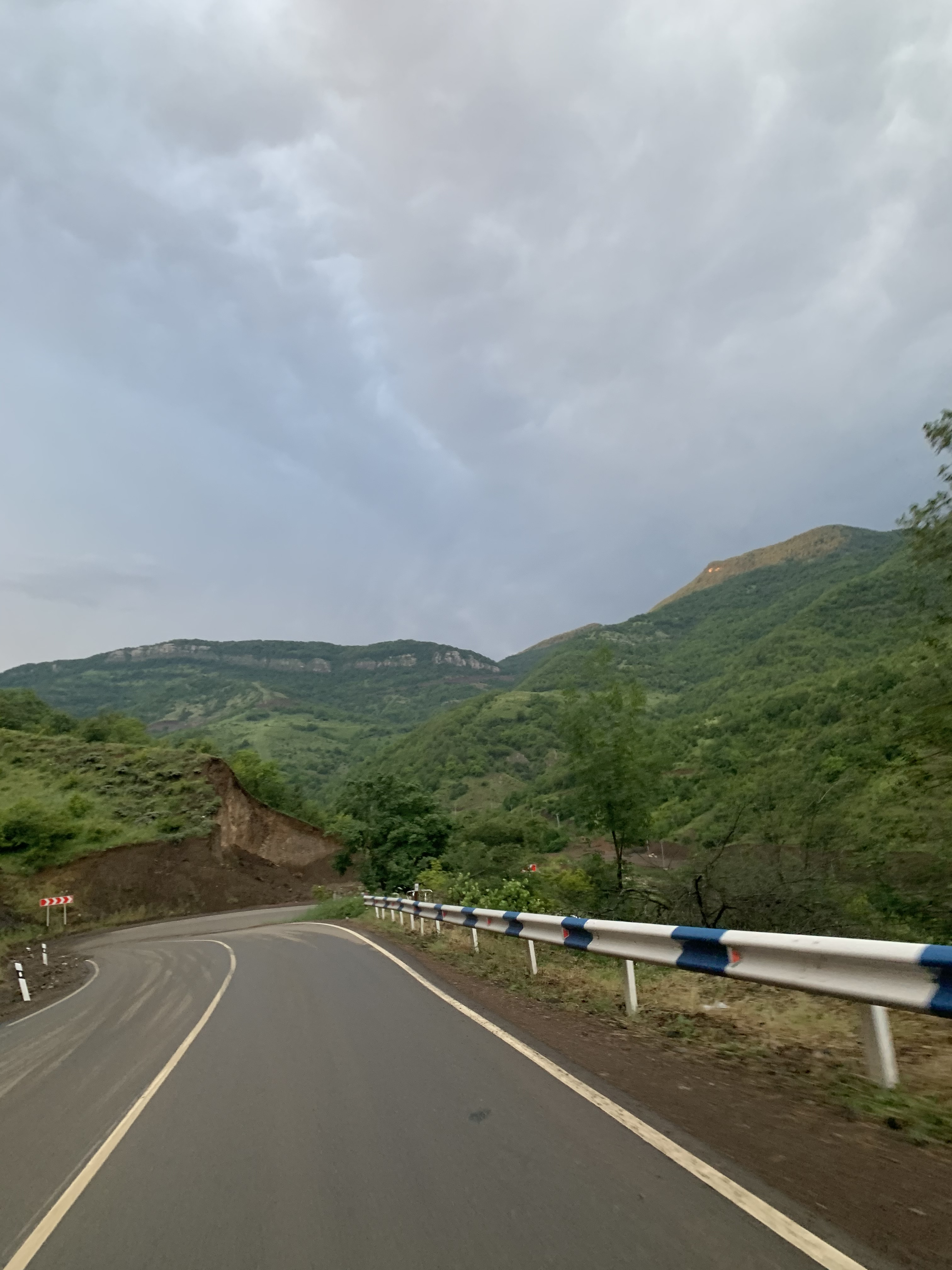
Участок между Горисом и Капаном
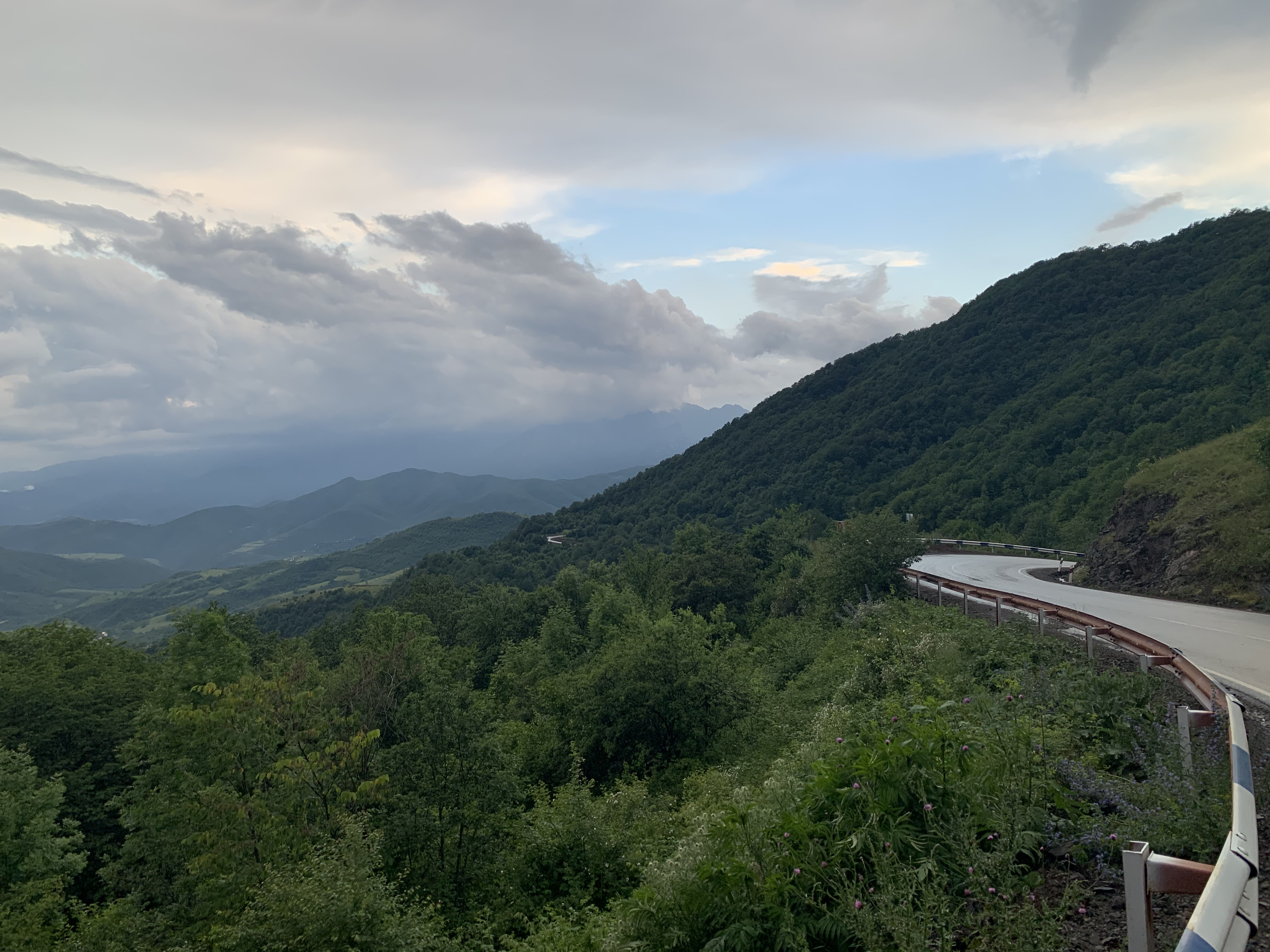
Участок между Горисом и Капаном
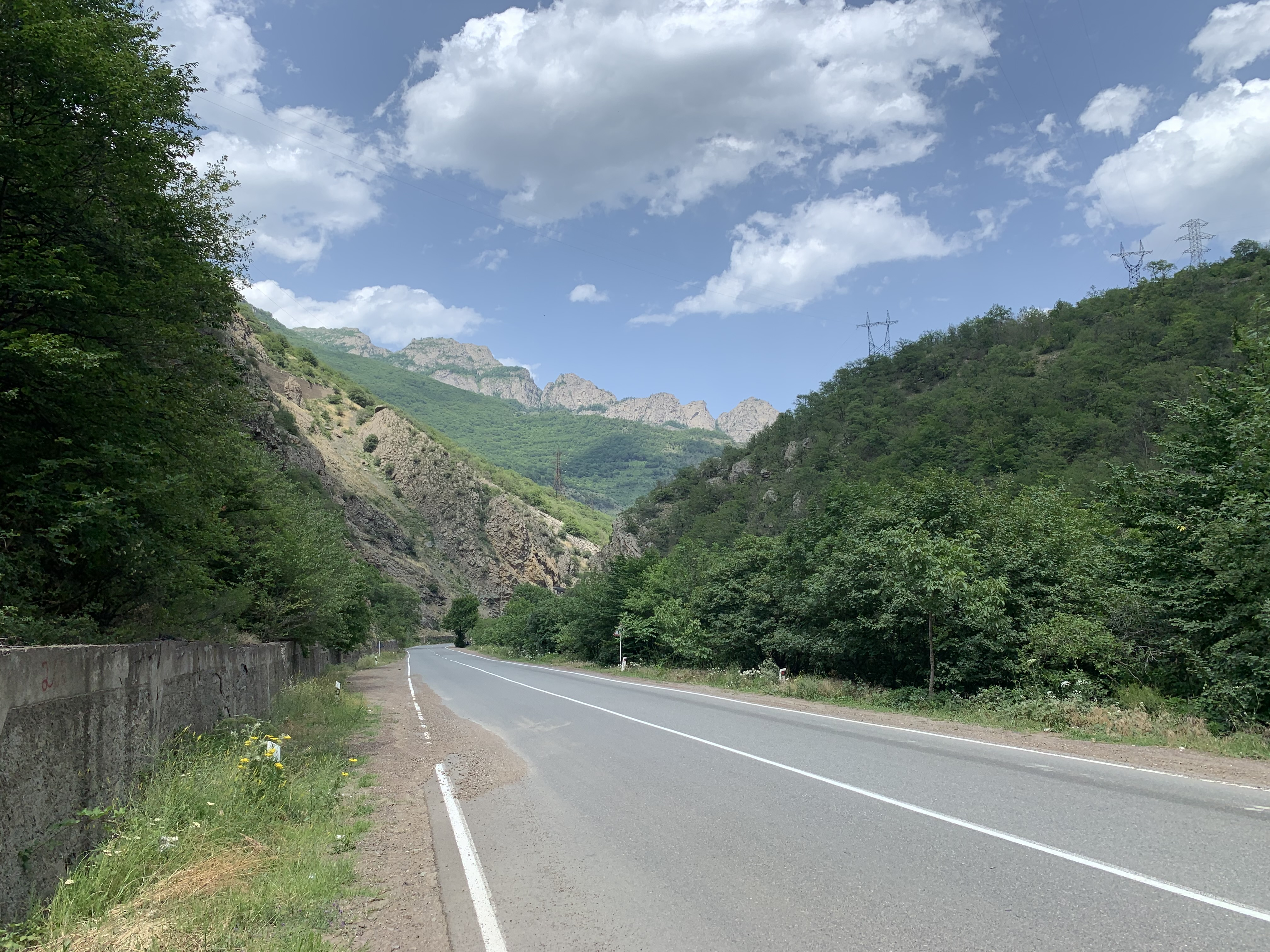
Участок между сёлами Амлетаван и Андокаван
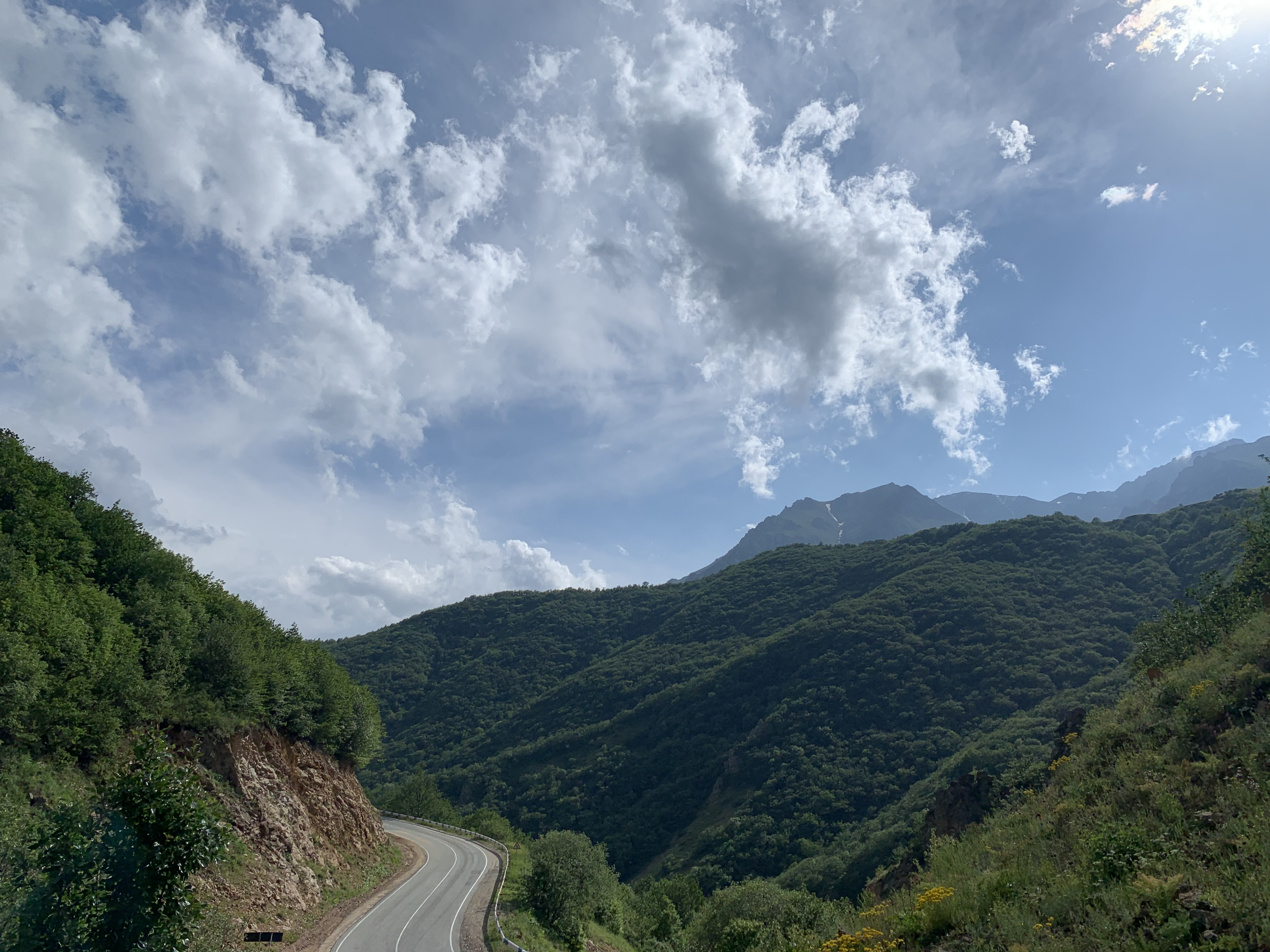
Участок между Каджараном и Таштуном
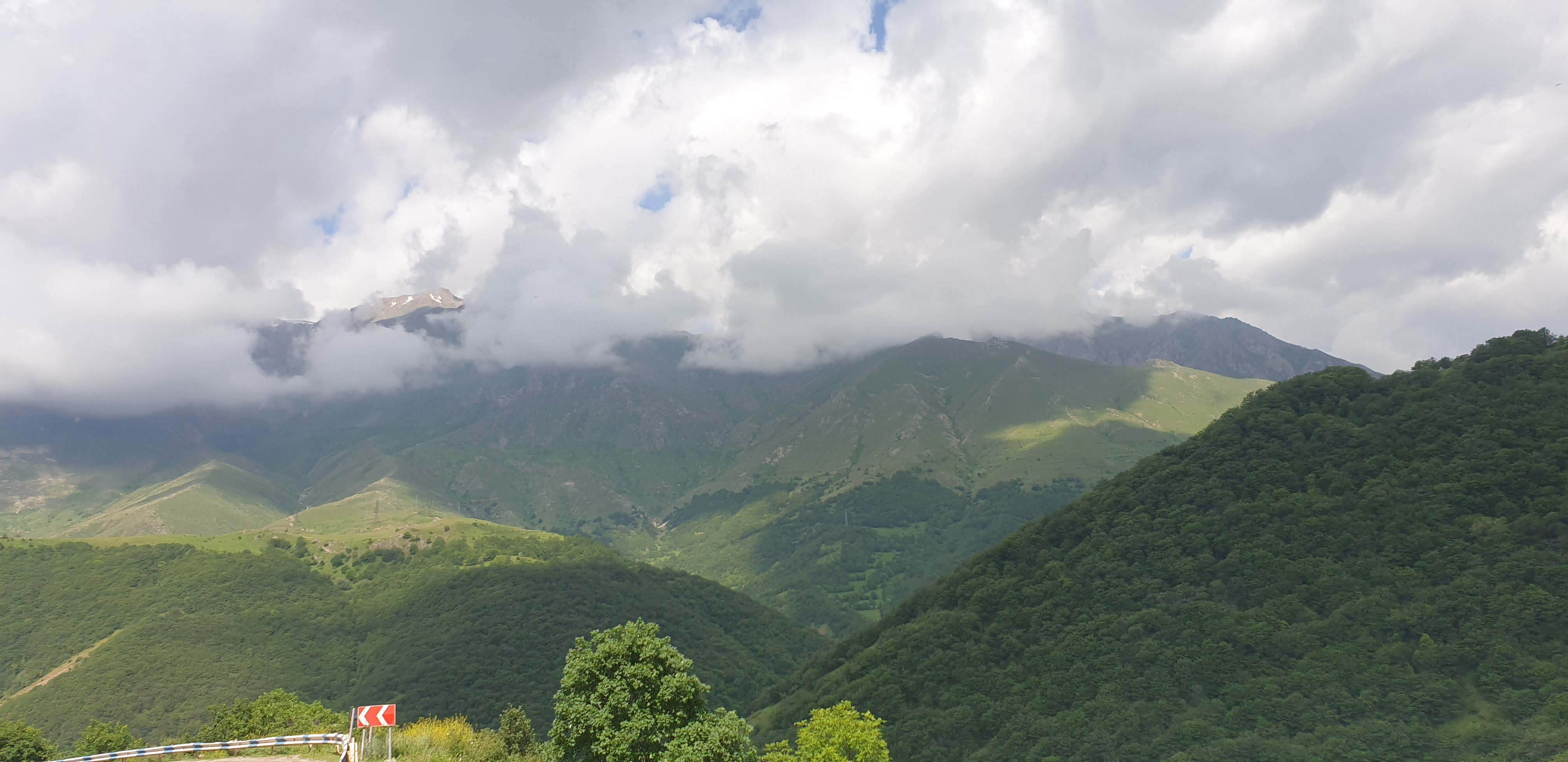
Национальный парк Аревик
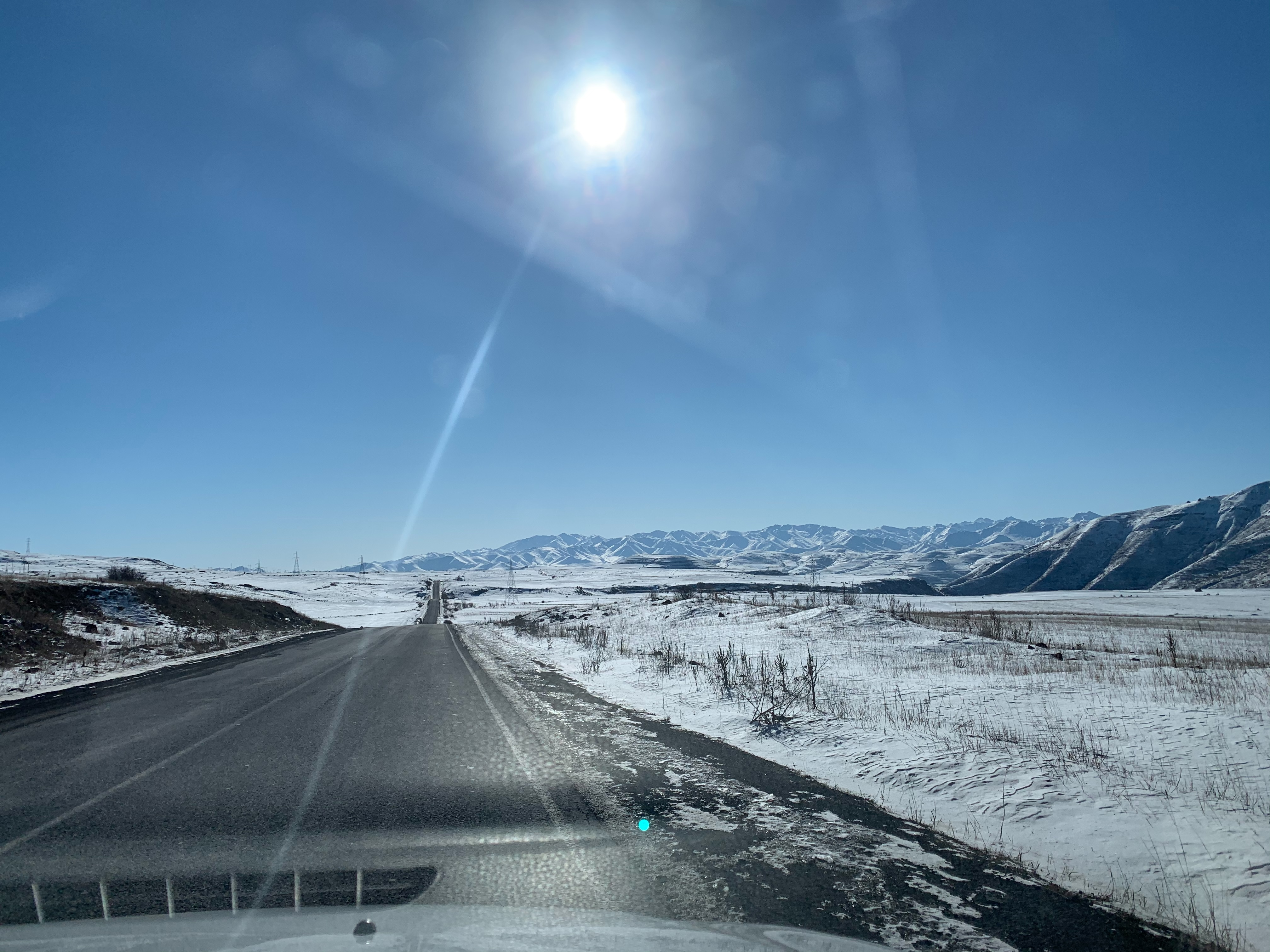